# Çobançeşmesi, Keşan
Çobançeşmesi là một xã thuộc huyện Keşan, tỉnh Edirne, Thổ Nhĩ Kỳ. Dân số thời điểm năm 2011 là 361 người.